# Les Complexés
Pour plus de détails, voir Fiche technique et Distribution.
Les Complexés (titre original : I complessi) est un film à sketches italien réalisé par Dino Risi, Franco Rossi et Luigi Filippo D'Amico, sorti en 1965.
Il est composé de trois segments :
- Une journée décisive (Una giornata decisiva) de Dino Risi
- Le Complexe de l'esclave nubienne (Il complesso della schiava nubiana) de Franco Rossi
- Guillaume « Dents longues » (Guglielmo il dentone) de Luigi Filippo D'Amico

## Fiche technique générale
- Titre : Les Complexés
- Titre original : I complessi (Les complexes)
- Réalisation : Dino Risi, Franco Rossi, Luigi Filippo D'Amico
- Musique : Armando Trovajoli
- Pays d'origine : Italie
- Format : Noir et blanc - 1,33:1 - Mono - 35 mm
- Genre : Comédie
- Durée : 100 minutes
- Date de sortie : 15 août 1965 (Italie)

## Les trois sketches

### Une journée décisive(Una giornata decisiva)
Synopsis
Raganelli compte bien profiter d'un voyage d'entreprise pour dévoiler sa flamme à Gabriella. Celle-ci se montre réceptive, mais à force de tergiversations et reculades Raganelli va se retrouver entre les bras d'une autre, dont il n'est pas du tout amoureux.
Fiche technique
- Réalisation : Dino Risi
- Scénario : Marcello Fondato, Ruggero Maccari, Dino Risi et Ettore Scola
- Photographie : Ennio Guarnieri
- Montage : Roberto Cinquini (it)

Distribution
- Nino Manfredi : Quirino Raganelli
- Ilaria Occhini : Gabriella
- Riccardo Garrone : Alvaro Morandini
- Umberto D'Orsi : Ernesto Paoletti
- Silvio Battistini : le directeur d'Ultramarket
- Mario Frera (it) : Carloni
- Donatella Della Nora (it) : Giulia (non créditée)
- Leopoldo Valentini : Perelli (non crédité)
- Marina Morgan (it) : Marina (non créditée)
- Ugo Fangareggi : un employé d'Ultramarket (non crédité)

### Le Complexe de l'esclave nubienne(Il complesso della schiava nubiana)
Synopsis
Apprenant que son épouse a jadis tenu un petit rôle d'esclave nubienne dénudée dans un péplum, le puritain professeur Beozi tente de réparer cet impair en récupérant le film de la scène en question. La scène ayant été censurée, il doit aller le chercher dans les archives de la censure.
Fiche technique
- Réalisation : Franco Rossi
- Scénario : Agenore Incrocci, Umberto Scarpelli, Piero De Bernardi et Leonardo Benvenuti
- Photographie : Ennio Guarnieri
- Montage : Giorgio Serrallonga (en)

Distribution
- Ugo Tognazzi : le professeur Gildo Beozi
- Claudie Lange : Erminia Beozi, la femme du professeur
- Paola Borboni : Madame Baracchi-Croce
- Claudio Gora : l'antiquaire
- Nanda Primavera : la mère d'Erminia (non créditée)
- Mario Brega : un acteur du péplum Thor et les 4 reines nues (non crédité)
- Carlo Sposito (en) : Massimo Tabusso (non crédité)
- Elvira Tonelli : Arduina, la bonne (non créditée)
- Silvio Laurenzi : l'homosexuel à la fête

### Guillaume «Dents longues»(Guglielmo il dentone)
Synopsis
Une chaîne de télévision organise un casting pour sélectionner le nouveau présentateur du journal télévisé. Bertone réussit tous les tests, mais sa denture chevaline pousse le jury à vouloir l'éliminer sans lui en révéler la cause. Bertone se révèle inébranlable.
Fiche technique
- Réalisation : Luigi Filippo D'Amico
- Scénario : Rodolfo Sonego et Alberto Sordi
- Photographie : Mario Montuori
- Montage : Roberto Cinquini (it)

Distribution
- Alberto Sordi : Guglielmo Bertone, surnommé "Guglielmo Dents longues"
- Romolo Valli : le Père Baldini
- Gaia Germani : elle-même
- Franco Fabrizi : Francesco Martello
- Nanni Loy : lui-même
- Alessandro Cutolo (it) : lui-même
- Vincenzo Talarico (it) : lui-même
- Edy Campagnoli (it) : elle-même
- Leo Wollemborg (it) : lui-même
- Alice Kessler : elle-même
- Ellen Kessler : elle-même
- Lelio Luttazzi : lui-même
- Armando Trovajoli : lui-même (non crédité)
- Pina Cei : la propriétaire de la maison Fabiani (non crédité)
- Francesco Sormano (it) : dirigeant à la RAI et ami de Gaia Germani (non crédité)
- Piero Gerlini (it) : Edoardo, le portier (non crédité)
- Giuseppe Marrocu (de) : un journaliste (non crédité)
- Marcello Mandò (it) : l'ingénieur de l'institut géographique (non crédité)
- Giulio Platone (it) : l'employé de l'institut géographique (non crédité)
- Ugo Pagliai : un concurrent éliminé (non crédité)